# Elsianus texanus
Elsianus texanus är en skalbaggsart som beskrevs av Schaeffer 1911. Elsianus texanus ingår i släktet Elsianus och familjen bäckbaggar. Inga underarter finns listade i Catalogue of Life.